# حاملة الغشاء

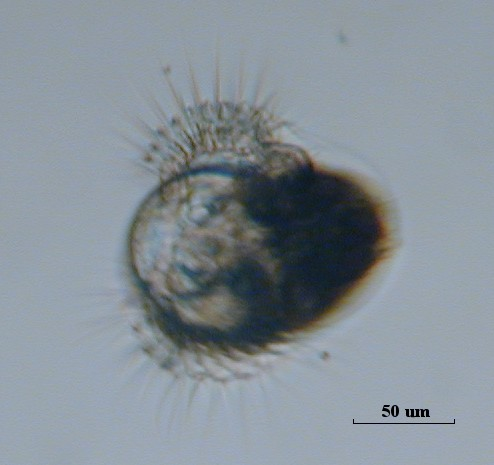

حاملة الغشاء (بالإنجليزية: Veliger)‏، هي يرقة عوالق حرة السباحة تتواجد في القواقع البحرية وقواقع المياه العذبة ومعظم الرخويات. وهي المرحلة التي تعصب حاملة العجل في القواقع البحرية وثنائيات الصدفة ولها بداية قدم وصدفة وعباءة.